# Bunuri mobile din domeniul carte veche și manuscris clasate în patrimoniul cultural național al României aflate în județul Sibiu
Acestă listă conține bunurile mobile din domeniul carte veche și manuscris clasate în Patrimoniul cultural național al României aflate la momentul clasării în județul Sibiu.

## Tezaur
| Foto | Informații generale | Detalii tehnice | Descriere | Deținător                         | Legături |
| ---- | --- | --- | --- | --------------------------------- | -------- |
|      | Breviarium Brukenthal, Carte a Orelor Autor: Simon Bening, Gerard Horebaut, autori miniaturi | Datare: început de sec. XVI Dimensiuni: 212 X 150 mm, format aproape "in quarto" Material: pergament din piele de ied avortat                                              | Fără pagină de titlu. | Muzeul Național Brukenthal, Sibiu | Cimec    |
|      | Siebenbürger Zeitung. Erster Jahrgang auf das Jahr 1784. Autor: Herausgegeben von Martin Hochmeister k. k. privilegirten Buchdrucker und Buchhändler.                                                                        | Datare: 1784 Școală: Herausgegeben von Martin Hochmeister k. k. privilegirten Buchdrucker und Buchhändler. Dimensiuni: 19 x 13 cm Material: hârtie manuală vărgată         | Siebenbürger Zeitung. Erster Jahrgang auf das Jahr 1784. Herausgegeben von Martin Hochmeister k. k. privilegirten Buchdrucker und Buchhändler. zu finden auf dem k. k. Oberpostamt in Hermannstadt wie auch k. k. Oberste Hofpostamt in Wien.                                   | Muzeul Național Brukenthal, Sibiu | Cimec    |
|      | Agenda fur die Seelsorger und Kirchen diener in Sybembürgen; Kirchen ordnung aller Deutschen in Sybembürgen; Reformatio Ecclesiarvm Saxonicarvm in Transylvania                                                              | Datare: M. D. XLVII. Dimensiuni: 4to (16.5 x 10.5 cm) Material: hârtie manuală vărgată cu filigran                                                                         | | Muzeul Național Brukenthal, Sibiu | Cimec    |
|      | Liber missarum Autor: Compilator: plebanul Michael din Șura Mică; copist: Theodoricus | Datare: 1394 Școală: Copist: Theodoricus Dimensiuni: 28 x 18.5 cm Material: pergament                                                                                      | | Muzeul Național Brukenthal, Sibiu | Cimec    |
|      | NOVVM Testamentum Graece, ac Latine iuxta postrema D. Erasmi Rot. Translationem. ACCESSERVNT IN HAC EDITIONE praeter Concordantias marginales, Industria ac Impensis M. Valent. Vvagneri Coronen. Coronae. ANNO. M. D. LVII. | Datare: ANNO. M. D. LVII. Dimensiuni: 4to (21 x 17.5 cm) Material: hârtie manuală vărgată cu filigran (vizibil doar parțial - probabil, cu emblema heraldică a Brașovului) | NOVVM Testamentum Graece, ac Latine iuxta postrema D. Erasmi Rot. Translationem. ACCESSERVNT IN HAC EDITIONE praeter Concordantias marginales, succinta quaedam scholia, & comunium locoru index. Industria ac Impensis M. Valent. VVagneri Coronen. Coronae. ANNO. M. D. LVII. | Muzeul Național Brukenthal, Sibiu | Cimec    |
|      | COMPENDIVM IVRIS CIVILIS IN VSVM Ciuitatum ac Sedium Saxonicarum in Transyluania collectum; RVDIMENTORVM COSMOGRAPHICORVM; DISTICHA NOVI TESTAMENTI …; EPITOME ADAGIORVM Graecorum & latinorum iuxta seriem Alphabeti …      | Datare: M. D. XLIIII. Dimensiuni: 4to. (15 x 9.5 cm) Material: hârtie confecționată din cârpe                                                                              | | Muzeul Național Brukenthal, Sibiu | Cimec    |
|      | Moralia in Iob Autor: Beati Gregorii papae | Datare: sec. XII-XIII Dimensiuni: 41 x 28.5 cm Material: pergament | | Muzeul Național Brukenthal, Sibiu | Cimec    |
|      | Liber Chronicarum Autor: Schedel, Hartmann | Datare: 1493 Material: hârtie | | Muzeul Național Brukenthal, Sibiu | Cimec    |
|      | Peinctre et geometrien tres excellent, de la proportion des parties et pourtraicts des corps humains Autor: Dürer, Albert | Datare: Corpul cărții 1557; legătura sec. XVIII Dimensiuni: 25 x 15,5 cm Material: hârtie                                                                                  | Quatre livres D'Albert Durer, Peinctre et geometrien tres excellent, de la proportion des parties et pourtraicts des corps humains | Muzeul Național Brukenthal, Sibiu | Cimec    |
|      | Harmonia Macrocosmică seu atlas universalis et novus, totius universi creati cosmographiam generalem, et novam exhibens Autor: Palatinus, Cellarius Andrea                                                                   | Datare: Sec. XVIII Dimensiuni: 51 x 35 x 2cm Material: hârtie | | Muzeul Național Brukenthal, Sibiu | Cimec    |

## Fond
| Foto | Informații generale | Detalii tehnice | Descriere | Deținător                         | Legături |
| ---- | --- | --- | --- | --------------------------------- | -------- |
|      | Apologie pour l'Ordre des Francs-Maçons Autor: N*** Membre de l'Ordre [autor] | Datare: 1742 Școală: Pierre Gosse; George Conrad Walther Dimensiuni: 17,5 cm Material: hârtie vărgată groasă | | Muzeul Național Brukenthal, Sibiu | Cimec    |
|      | Gesetz-Buch der Hochleuchteten Oculisten-Gesellschaft | Școală: Herausgegeben auf Special-Befehl der Grossen Loge von einem treuen und ehrliebenden Bruder und Meister Dimensiuni: 21 cm Material: hârtie vărgată groasă cu filigran                                                                                                  | | Muzeul Național Brukenthal, Sibiu | Cimec    |
|      | Rede von der Verhaeltniss der Freymaeurerey gegen den Staat Autor: Gehalten worden von dem Bruder Redner | Datare: 1746 Dimensiuni: 21 cm Material: hârtie vărgată subțire | | Muzeul Național Brukenthal, Sibiu | Cimec    |
|      | Der unueberwindliche Freymaeurer Autor: Besungen von einem Bruder in Halle | Dimensiuni: 21 cm Material: hârtie vărgată groasă, cu filigran | | Muzeul Național Brukenthal, Sibiu | Cimec    |
|      | Die Gesellschaft derer Freymaeurer vollkommen und gerecht sey [ist] Autor: In einer Rede ausgefuehret von dem Bruder Redner | Datare: 1748 Școală: Verlegts Carl Herrmann Hemmerde Dimensiuni: 21 cm Material: hârtie vărgată groasă, cu filigran | | Muzeul Național Brukenthal, Sibiu | Cimec    |
|      | Der Entschluss ein Freymaeurer zu werden vernuenftig und weise seyn koenne Autor: Gehalten worden von dem Redner derselben | Datare: 1746 Dimensiuni: 21 cm Material: hârtie vărgată subțire | | Muzeul Național Brukenthal, Sibiu | Cimec    |
|      | Das Erhabene, worzu die Freymaeurerey ihre aechten Schueler fuehret Autor: Vorgestellet von dem Bruder Redner | Datare: 1744 Dimensiuni: 21 cm Material: hârtie vărgată subțire | | Muzeul Național Brukenthal, Sibiu | Cimec    |
|      | Das Erhabene; Der Entschluss ein Freymaeurer zu werden; Die Gesellschaft derer Freymaeurer; Der unueberwindliche Freymaeurer; Rede von der Verhaeltniss der Freymaeurerey gegen den Staat; Gesetz-Buch der Hochleuchteten Oculisten-Gesellschaft. Autor: Vorgestellet von dem Bruder Redner (pentru cartea cu cota V II 6291) | Școală: Verlegts Carl Herrmann Hemmerde (pentru V II 6293); Herausgegeben auf Special-Befehl der Grossen Loge von einem treuen und ehrliebender Bruder und Meister (pentru V II 6296). Dimensiuni: 21 cm Material: hârtie vărgată subțire; hârtie vărgată groasă, cu filigran | | Muzeul Național Brukenthal, Sibiu | Cimec    |
|      | L'Ordre des Francs-Maçons trahi, et leur secret révélé | Datare: 1781 Dimensiuni: 18,5 cm Material: hârtie vărgată groasă | | Muzeul Național Brukenthal, Sibiu | Cimec    |
|      | Des verbesserten Konstitutionenbuchs der alten ehrwuerdigen Bruederschaft der Freimaurer erster Theil Autor: Verfasset von Jakob Anderson D. D.; gesammelt von dem Bruder Kleinschmidt | Datare: 1783-1784 Școală: In der Andreaeischen Buchhandlung Dimensiuni: 18 cm Material: hârtie vărgată subțire fără filigran | | Muzeul Național Brukenthal, Sibiu | Cimec    |
|      | Handbuch aller unter der Regierung des Kaisers Joseph des II fuer die K K Erblaender... Autor: Joh. Georg Moesle K K privil. Buchhaendler | Datare: 1785 Școală: verlegt bei Joh. Georg Moesle K K privil. Buchhaendler Dimensiuni: (20 x 14 cm) Material: hârtie obișnuită | Handbuch // aller unter der Regierung des Kaisers // Joseph des II fuer die K K Erblaender // ergangenen Verordnungen and Gesetze // in einer Sistematischen Verbindung // enthaelt // die Verordnungen und Gesetze // vom Jahre // 1780-1784 // Dritter Band // Mit allergnaedigster Freiheit // Wien // Verlegt bei Johann Georg Moesle // K K privil. Buchhaendler // 1785. | Muzeul Național Brukenthal, Sibiu | Cimec    |
|      | Handbuch aller unter der Regierung des Kaisers Joseph des II fuer die K K Erblaender... | Datare: 1785 Școală: verlegt bei Joh. Georg Moesle K K privil. Buchhaendler Dimensiuni: (20 x 14 cm) Material: hartie obișnuită | Handbuch // unter der Regierung des Kaisers // Joseph des II. fuer die K. K. Erblaender // ergangenen Verordnungen und Gesetze // in einer // Sistematischen Verbindung // enthaelt // die Verordnungen und Gesetze // vom Jahre // 1780 bis 1784 // Zweiter Band // Mit Allergnaedigster Freiheit. // Wien // Verlegt bei Joh. Georg Moesle K K privil. Buchhaendler // 1785. | Muzeul Național Brukenthal, Sibiu | Cimec    |
|      | Handbuch aller unter der Regierung des Kaisers Joseph des II fuer die K K Erblaender... Autor: Joh. Georg Moesle K K privil. Buchhaendler | Datare: 1786 Școală: verlegt bei Joh. Georg Moesle K K privil. Buchhaendler Dimensiuni: (20 x 14 cm) Material: hârtie obișnuită | Handbuch // aller unter der Regierung des Kaisers // Joseph des II fuer die K K Erblaender // ergangenen Verordnungen and Gesetze // in einer Sistematischen Verbindung // enthaelt // die Verordnungen und Gesetze // vom Jahre // 1780-1784 // Fuenfter Band // Mit allergnaedigster Freiheit // Wien // Verlegt bei Johann Georg Moesle // K K privil. Buchhaendler // 1786. | Muzeul Național Brukenthal, Sibiu | Cimec    |
|      | Handbuch aller unter der Regierung des Kaisers // Joseph des II fuer die K K Erblaender... Autor: Joh. Georg Moesle K K privil. Buchhaendler | Datare: 1786 Școală: verlegt bei Joh. Georg Moesle K K privil. Buchhaendler Dimensiuni: (20 x 14 cm) Material: hârtie obișnuită | Handbuch // aller unter der Regierung des Kaisers // Joseph des II fuer die K K Erblaender // ergangenen Verordnungen and Gesetze // in einer Sistematischen Verbindung // enthaelt // die Verordnungen und Gesetze // vom Jahre // 1784 // Siebenter Band // Mit allergnaedigster Freiheit // Wien // Verlegt bei Johann Georg Moesle // K K privil. Buchhaendler // 1786. | Muzeul Național Brukenthal, Sibiu | Cimec    |
|      | Handbuch aller unter der Regierung des Kaisers Joseph des II fuer die K K Erblaender... Autor: oh. Georg Moesle K K privil. Buchhaendler | Datare: 1785 Școală: verlegt bei Joh. Georg Moesle K K privil. Buchhaendler Dimensiuni: (20 x 14 cm) Material: hârtie obișnuită | Handbuch // aller unter der Regierung des Kaisers // Joseph des II fuer die K K Erblaender // ergangenen Verordnungen and Gesetze // in einer Sistematischen Verbindung // enthaelt // die Verordnungen und Gesetze // vom Jahre // 1780-1784 // Vierter Band // Mit allergnaedigster Freiheit // Wien // Verlegt bei Johann Georg Moesle // K K privil. Buchhaendler // 1785. | Muzeul Național Brukenthal, Sibiu | Cimec    |
|      | Handbuch aller unter der Regierung des Kaisers // Joseph des II fuer die K K Erblaender... Autor: Joh. Georg Moesle K K privil. Buchhaendler | Datare: 1786 Școală: verlegt bei Joh. Georg Moesle K K privil. Buchhaendler Dimensiuni: (20 x 14 cm) Material: hârtie obișnuită | Handbuch // aller unter der Regierung des Kaisers // Joseph des II fuer die K K Erblaender // ergangenen Verordnungen and Gesetze // in einer Sistematischen Verbindung // enthaelt // die Verordnungen und Gesetze // vom Jahre // 1784 // Sechster Band // Mit allergnaedigster Freiheit // Wien // Verlegt bei Johann Georg Moesle // K K privil. Buchhaendler // 1786. | Muzeul Național Brukenthal, Sibiu | Cimec    |
|      | Handbuch aller unter der Regierung des Kaisers Joseph des II fuer die K K Erblaender... Autor: Joh. Georg Moesle K K privil. Buchhaendler | Datare: 1787 Școală: verlegt bei Joh. Georg Moesle K K privil. Buchhaendler Dimensiuni: (20 x 14 cm) Material: hârtie obișnuită | Handbuch // aller unter der Regierung des Kaisers // Joseph des II fuer die K K Erblaender // ergangenen Verordnungen and Gesetze // in einer Sistematischen Verbindung // enthaelt // die Verordnungen und Gesetze // vom Jahre // 1785 // Neuten Band // Mit allergnaedigster Freiheit // Wien // Verlegt bei Johann Georg Moesle // K K privil. Buchhaendler // 1787. | Muzeul Național Brukenthal, Sibiu | Cimec    |
|      | Sammlung aller k k Verorderungen und Gesetze vom Jahre 1740 /bis 1780, die unter der Regierung des Kaisers Joseph des II... Autor: verlegt bei Joh. Georg Moesle k k priv. Buchhaendler | Datare: 1787 Școală: verlegt bei Joh. Georg Moesle k k priv. Buchhaendler Dimensiuni: (20 x 12 cm) Material: hârtie obișnuită | Sammlung // aller k k Verorderungen und Gesetze vom Jahre 1740 // bis 1780, die unter der Regierung des Kaisers Joseph des // II theils noch ganz bestehen, theils zum Theile abge= // andert sint, als ein Hilfs= und Ergaenzungsbuch // zu dem // Handbuche aller unter der Regierung // des Kaisers Joseph des II. // fuer die k k Erblaender ergangenen Verordnungen und Gesetze // in einer // chronologischen Ordnung // Achter Band// Mit allergnaedigster Freiheit // Wien, // verleg bei Joh.Georg Moesle k k priv. Buchhaendler // 1787. | Muzeul Național Brukenthal, Sibiu | Cimec    |
|      | Hauptelenchus und Repertorium ueber ale acht Baende der Sammlung aller k.k. Gesetze vom Jahre 1740 bis 1780 in einer chronologischen Ordnung und sistematische Verbindung Autor: verlegt bei Joh. Georg Moesle k k privil. Buchhaendler                                                                                       | Datare: 1787 Școală: verlegt bei Joh. Georg Moesle k k privil. Buchhaendler Dimensiuni: (20 x 12 cm) Material: hârtie obișnuită | Hauptelenchus // und // Repertorium // ueber alle acht Baende // der // Sammlung aller k k Gesetze // vom Jahre 1740 bis Jahre 1780 //in einer // chronologische Ordnung // und // sistematischen Verbindung // Auf allerhoechsten Befehl // Wien // verleg bei Joh. Georg Moesle // k k privil. Buchhaendler // 1787. | Muzeul Național Brukenthal, Sibiu | Cimec    |
|      | Hauptrepertorium uber die Eilf Bande des Handbuches der K. K. Gesetze welche unter der Regierung des Kaiser Joseph des II. vom Jahre 780 bis Ende 786... Autor: Joh. Georg Moesle K K privil: Buchhaendler | Datare: 1788 Școală: verlegt bei Joh. Georg Moesle K K privil: Buchhaendler Dimensiuni: (20 x 12 cm) Material: hârtie obișnuită | Hauptrepertorium // ueber die // Elft Baende // des // Handbuches der K K Gesetze // welche under der Regierung // des Kaiser Joseph des II. // vom Jahre [1]780 bis Ende [1]786 // erchienen sind // Zwoelter Band // N-Z // Auf allerhoechsten Befehl // Wien // verleg bei Joh. Georg Moesle // K K privil: Buchhaendler // 1788. | Muzeul Național Brukenthal, Sibiu | Cimec    |
|      | Handbuch aller unter der Regierung des Kaisers Joseph des II fuer die K K Erblaender ergangenen verordnungen und Gesetze in einer Sistematischen Verbindung enthaelt die Verordnungen und Gesetze vom Jahre 1787 Autor: verlegt bei Joh. Georg Moesle K K privil Buchhandler                                                  | Datare: 1789 Școală: verlegt bei Joh. Georg Moesle K K privil Buchhandler Dimensiuni: (20 x 12 cm) Material: hârtie obișnuită | Handbuch // aller unter der Regierung des Kaisers // Joseph des II fuer die K K Erblaender // ergangenen verordnungen und Gesetze // in einer // Sistematischen Verbindung // enthaelt // die Verordnungen und Gesetze // vom Jahre // 1787// Dreizehnter Band // Mit allergnaedigster Freiheit // Wien // verleg bei Joh. Georg Moesle // K K privil Buchhandler // 1789. | Muzeul Național Brukenthal, Sibiu | Cimec    |
|      | Sammlung aller k k Verorderungen und Gesetze vom Jahre 1740 bis 1780, die unter der Regierung des Kaisers Joseph des II... Autor: verlegt bei Joh. Georg Moesle k k priv. Buchhaendler | Datare: 1786 Școală: verlegt bei Joh. Georg Moesle k k priv. Buchhaendler Dimensiuni: (20 x 12 cm) Material: hârtie obișnuită | Sammlung // aller k k Verorderungen und Gesetze vom Jahre 1740 // bis 1780, die unter der Regierung des Kaisers Joseph des // II theils noch ganz bestehen, theils zum Theile abge= // andert sint, als ein Hilfs= und Ergaenzungsbuch // zu dem // Handbuche aller unter der Regierung // des Kaisers Joseph des II. // fuer die k k Erblaender ergangenen Verordnungen und Gesetze // in einer // chronologischen Ordnung // Sechster Band // Mit allergnaedigster Freiheit // Wien, // verleg bei Joh. Georg Moesle k k priv. Buchhaendler // 1786. | Muzeul Național Brukenthal, Sibiu | Cimec    |
|      | Handbuch aller unter der Regierung des Kaisers Joseph des II: fuer die K.K. Erblaender... in einer Sistematischen Verbindung enthaelt die verordnungen und Gesetze vom Jahre 1786 Autor: verlegt bei Joh. Georg Moesle K. K. Privil. Buchhaendler                                                                             | Datare: 1788 Școală: verlegt bei Joh. Georg Moesle K. K. Privil. Buchhaendler Dimensiuni: (20 x 12 cm) Material: hârtie obișnuită | Handbuch // aller unter der Regierung des Kaisers // Joseph des II fuer die K K Erblaender // ergangenen verordnungen und Gesetze // in einer // Sistematischen Verbindung // enthaelt // die Verordnungen und Gesetze // vom Jahre // 1786 // Zehnten Band // Mit allergnaedigster Freiheit // Wien // verleg bei Joh. Georg Moesle K. K. Privil. Buchhaendler // 1788. | Muzeul Național Brukenthal, Sibiu | Cimec    |
|      | Sammlung aller k k Verorderungen und Gesetze vom Jahre 1740 bis 1780, die unter der Regierung des Kaisers Joseph des II... verlegt bei Joh. Georg Moesle k k privat Buchhaendler Autor: verlegt bei Joh. Georg Moesle k k priv Buchhaendler                                                                                   | Datare: 1786 Școală: verlegt bei Joh. Georg Moesle k k priv Buchhaendler Dimensiuni: (20 x 12 cm) Material: hârtie obișnuită | (16 x 8) Sammlung // aller k k Verorderungen und Gesetze vom Jahre 1740 // bis 1780, die unter der Regierung des Kaisers Joseph des // II theils noch ganz bestehen, theils zum Theile abge= // andert sint, als ein Hilfs= und Ergaenzungsbuch // zu dem // Handbuche aller unter der Regierung // des Kaisers Joseph des II. // fuer die k k Erblaender ergangenen Verordnungen und Gesetze // in einer // chronologischen Ordnung // Dritter Band // Mit allergnaedigster Freiheit // Wien, // verleg bei Joh. Georg Moesle k k priv. Buchhandler/ 1786. | Muzeul Național Brukenthal, Sibiu | Cimec    |
|      | Sammlung aller k k Verorderungen und Gesetze vom Jahre 1740 bis 1780, die unter der Regierung des Kaisers Joseph des II... verlegt bei Joh. Georg Moesle k k privat Buchhaendler Autor: verlegt bei Joh. Georg Moesle k k priv Buchhaendler                                                                                   | Datare: 1786 Școală: verlegt bei Joh. Georg Moesle k k priv Buchhaendler Dimensiuni: (20 x 12 cm) Material: hârtie obișnuită | Sammlung // aller k k Verorderungen und Gesetze vom Jahre 1740 // bis 1780, die unter der Regierung des Kaisers Joseph des // II theils noch ganz bestehen, theils zum Theile abge= // andert sint, als ein Hilfs= und Ergaenzungsbuch // zu dem // Handbuche aller unter der Regierung // des Kaisers Joseph des II. // fuer die k k Erblaender ergangenen Verordnungen und Gesetze // in einer // chronologischen Ordnung // Vierter Band // Mit allergnaedigster Freiheit // Wien, // verleg bei Joh. Georg Moesle k k priv. Buchhaendler // 1786. | Muzeul Național Brukenthal, Sibiu | Cimec    |
|      | Hauptrepertorium uber die Eilf Bande des Handbuches der K. K. Gesetze welche unter der Regierung des Kaiser Joseph des II. vom Jahre 780 bis Ende 786... A-M, 1788 Autor: Joh. Georg Moesle K K privil: Buchhaendle | Datare: 1788 Școală: verlegt bei Joh. Georg Moesle K K privil: Buchhaendler Dimensiuni: (20 x 12 cm) Material: hârtie obișnuită | Hauptrepertorium // ueber die // Elft Baende // des // Handbuches der K K Gesetze // welche under der Regierung // des Kaiser Joseph des II. // vom Jahre [1]780 bis Ende [1]786 // erchienen sind // Zwoelter Band // A-M // Auf allerhoechsten Befehl // Wien // verleg bei Joh. Georg Moesle // K K privil: Buchhaendler // 1788. | Muzeul Național Brukenthal, Sibiu | Cimec    |
|      | Handbuch aller unter der Regierung des Kaisers Joseph des II fuer die K K Erblaender ergangenen verordnungen und Gesetze in einer Sistematischen Verbindung enthaelt die Verordnungen und Gesetze vom Jahre 1787 Autor: verlegt bei Joh. Georg Moesle K K privil Buchhaendler                                                 | Datare: 1789 Școală: verlegt bei Joh. Georg Moesle K K privil Buchhaendler Dimensiuni: (20 x 12 cm) Material: hârtie obișnuită | Handbuch // aller unter der Regierung des Kaisers // Joseph des II fuer die K K Erblaender // ergangenen verordnungen und Gesetze // in einer // Sistematischen Verbindung // enthaelt // die Verordnungen und Gesetze // vom Jahre // 1787// Vierzehnten Band // Mit allergnaedigster Freiheit // Wien// verleg bei Joh. Georg Moesle // K K privil Buchhaendler // 1789. | Muzeul Național Brukenthal, Sibiu | Cimec    |
|      | Sammlung aller k k Verorderungen und Gesetze vom Jahre 1740 bis 1780, die unter der Regierung des Kaisers Joseph des II... Autor: verlegt bei Joh. Georg Moesle k k priv. Buchhaendler | Datare: 1786 Școală: verlegt bei Joh. Georg Moesle k k priv. Buchhaendler Dimensiuni: (20 x 12 cm) Material: hârtie obișnuită | Sammlung // aller k k Verorderungen und Gesetze vom Jahre 1740 // bis 1780, die unter der Regierung des Kaisers Joseph des // II theils noch ganz bestehen, theils zum Theile abge= // andert sint, als ein Hilfs= und Ergaenzungsbuch // zu dem // Handbuche aller unter der Regierung // des Kaisers Joseph des II. // fuer die k k Erblaender ergangenen Verordnungen und Gesetze // in einer // chronologischen Ordnung // Fuefter Band // Mit allergnaedigster Freiheit// Wien, // verleg bei Joh. Georg Moesle k k priv. Buchhaendler // 1786. | Muzeul Național Brukenthal, Sibiu | Cimec    |
|      | Handbuch aller unter der Regierung des Kaisers Joseph des II fuer die K K Erblaender ergangenen verordnungen und Gesetze in einer Sistematischen Verbindung enthaelt die Verordnungen und Gesetze vom Jahre 1788 Autor: verlegt bei Joh. Georg Moesle K K privil Buchhaendler                                                 | Datare: 1789 Școală: verlegt bei Joh. Georg Moesle K K privil Buchhaendler Dimensiuni: (20 x 12 cm) Material: hârtie obișnuită | Handbuch// aller unter der Regierung des Kaisers// Joseph des II fuer die K K Erblaender// ergangenen verordnungen und Gesetze // in einer// Sistematischen Verbindung// enthaelt// die Verordnungen und Gesetze// vom Jahre// 1788// Fuenfzehnter Band// Mit allergnaedigster Freiheit// Wien// verleg bei Joh. Georg Moesle // K K privil Buchhaendler // 1789. | Muzeul Național Brukenthal, Sibiu | Cimec    |
|      | Handbuch aller unter der Regierung des Kaisers Joseph des II: fuer die K.K. Erblaender... in einer Sistematischen Verbindung enthaelt die verordnungen und Gesetze vom Jahre 1786 Autor: verlegt bei Joh. Georg Moesle K K privil. Buchhandler                                                                                | Datare: 1788 Școală: verlegt bei Joh. Georg Moesle K K privil. Buchhandler Dimensiuni: (20 x 12 cm) Material: hârtie obișnuită | Handbuch // aller unter der Regierung des Kaisers // Joseph des II fuer die K K Erblaender // ergangenen verordnungen und Gesetze // in einer // Sistematischen Verbindung// enthaelt // die Verordnungen und Gesetze // vom Jahre // 1786 // Elfter Band // Mit allergnaedigster Freiheit // Wien // verleg bei Joh. Georg Moesle // K K privil. Buchhandler // 1788. | Muzeul Național Brukenthal, Sibiu | Cimec    |
|      | Handbuch aller unter der Regierung des Kaisers Joseph des II: fuer die K.K. Erblaender... in einer Sistematischen Verbindung enthaelt die verordnungen und Gesetze vom Jahre 1785 Autor: verlegt bei Joh. Georg Moesle K. K. Privil. Buchhaendler                                                                             | Datare: 1787 Școală: verlegt bei Joh. Georg Moesle K. K. Privil. Buchhaendler Dimensiuni: (20 x 12 cm) Material: hârtie obișnuită | Handbuch // aller unter der Regierung des Kaisers // Joseph des II fuer die K K Erblaender // ergangenen verordnungen und Gesetze // in einer // Sistematischen Verbindung // enthaelt // die Verordnungen und Gesetze // vom Jahre// 1785 // Neunten Band // Mit allergnaedigster Freiheit // Wien // verleg bei Joh. Georg Moesle // K. K. Privil. Buchhaendler // 1787. | Muzeul Național Brukenthal, Sibiu | Cimec    |
|      | Sammlung aller k k Verorderungen und Gesetze vom Jahre 1740 bis 1780, die unter der Regierung des Kaisers Joseph des II... Autor: verlegt bei Joh. Georg Moesle k k priv Buchhaendler | Datare: 1786 Școală: verlegt bei Joh. Georg Moesle k k priv Buchhaendler Dimensiuni: (20 x 12 cm) Material: hârtie obișnuită | (16 x 8) Sammlung // aller k k Verorderungen und Gesetze vom Jahre 1740 // bis 1780, die unter der Regierung des Kaisers Joseph des // II theils noch ganz bestehen, theils zum Theile abge= // andert sint, als ein Hilfs= und Ergaenzungsbuch // zu dem // Handbuche aller unter der Regierung // des Kaisers Joseph des II. // fuer die k k Erblaender ergangenen Verordnungen und Gesetze // in einer // chronologischen Ordnung // Erster Band// Mit allergnaedigster Freiheit // Wien, // verlegt bei Joh. Georg Moesle k k priv Buchhaendler // 1786. | Muzeul Național Brukenthal, Sibiu | Cimec    |
|      | Sammlung aller k k Verorderungen und Gesetze vom Jahre 1740 bis 1780, die unter der Regierung des Kaisers Joseph des II... Autor: Joh. Georg Moesle k k priv Buchhaendler | Datare: 1786 Școală: verlegt bei Joh. Georg Moesle k k priv Buchhaendler Dimensiuni: (20 x 12 cm) Material: hârtie obișnuită | (16 x 8) Sammlung // aller k k Verorderungen und Gesetze vom Jahre 1740 // bis 1780, die unter der Regierung des Kaisers Joseph des // II theils noch ganz bestehen, theils zum Theile abge= // andert sint, als ein Hilfs= und Ergaenzungsbuch // zu dem // Handbuche aller unter der Regierung // des Kaisers Joseph des II. // fuer die k k Erblaender ergangenen Verordnungen und Gesetze // in einer // chronologischen Ordnung // Zweiter Band // Mit allergnaedigster Freiheit // Wien, // verlegt bei Joh. Georg Moesle k k priv. Buchhandler // 1786. | Muzeul Național Brukenthal, Sibiu | Cimec    |
|      | Handbuch aller unter der Regierung des Kaisers Joseph des II fuer die K K Erblaender... Verlegt bei Johann Georg Moesle 1789 Autor: Joh. Georg Moesle K K priv. Buchhaendler | Datare: 1789 Școală: verlegt bei Joh. Georg Moesle K K priv. Buchhaendler Dimensiuni: (20 x 14 cm) Material: hârtie obișnuită | Handbuch // aller unter der Regierung des Kaisers // Joseph des II fuer die K K Erblaender // ergangenen Verordnungen and Gesetze // in einer Sistematischen Verbindung // enthaelt // die Verordnungen und Gesetze // vom Jahre // 1787// Vierzehnter Band // Mit allergnaedigster Freiheit // Wien // Verlegt bei Johann Georg Moesle // K K priv. Buchhaendler // 1789. | Muzeul Național Brukenthal, Sibiu | Cimec    |
|      | Handbuch aller unter der Regierung des Kaisers Joseph des II fuer die K K Erblaender... Verlegt bei Johann Georg Moesle 1789 Autor: Joh. Georg Moesle K K priv. Buchhaendler | Datare: 1789 Școală: verlegt bei Joh. Georg Moesle K K priv. Buchhaendler Dimensiuni: (20 x 14 cm) Material: hârtie obișnuită | Handbuch // aller unter der Regierung des Kaisers // Joseph des II fuer die K K Erblaender // ergangenen Verordnungen and Gesetze // in einer Sistematischen Verbindung // enthaelt // die Verordnungen und Gesetze // vom Jahre // 1787// Dreizehnter Band // Mit allergnaedigster Freiheit // Wien // Verlegt bei Johann Georg Moesle // K K priv. Buchhaendler // 1789. | Muzeul Național Brukenthal, Sibiu | Cimec    |
|      | Handbuch aller unter der Regierung des Kaisers Joseph des II fuer die K K Erblaender... Autor: Joh. Georg Moesle K K privil: Buchhaendler | Datare: 1785 Școală: verlegt bei Joh. Georg Moesle K K privil: Buchhaendler Dimensiuni: (20 x 14 cm) Material: hartie obișnuită | Handbuch // aller unter der Regierung des Kaisers // Joseph des II fuer die K K Erblaender // ergangenen Verordnungen and Gesetze // in einer Sistematischen Verbindung // enthaelt // die Verordnungen und Gesetze // vom Jahre // 1780-1784 // Erster Band // Mit allergnaedigster Freiheit // Wien // Verlegt bei Johann Georg Moesle // K K privil: Buchhaendler // 1785. | Muzeul Național Brukenthal, Sibiu | Cimec    |
|      | Handbuch aller unter der Regierung des Kaisers Joseph des II fuer die K K Erblaender... Autor: Joh. Georg Moesle K K privil. Buchhaendler | Datare: 1787 Școală: verlegt bei Joh. Georg Moesle K K privil. Buchhaendler Dimensiuni: (20 x 14 cm) Material: hârtie obișnuită | Handbuch // aller unter der Regierung des Kaisers // Joseph des II fuer die K K Erblaender // ergangenen Verordnungen and Gesetze // in einer Sistematischen Verbindung// enthaelt // die Verordnungen und Gesetze // vom Jahre // 1785 // Achter Band // Mit allergnaedigster Freiheit // Wien // Verlegt bei Johann Georg Moesle // K K privil. Buchhaendler // 1787. | Muzeul Național Brukenthal, Sibiu | Cimec    |
|      | Novum Domini Nostri Jesu Christi Testamentum Syriacum Autor: Cura et studio: Johann Leusden, Carol Schaaf | Datare: 1717 Școală: Cura et studio: Johann Leusden, Carol Schaaf Dimensiuni: (24,5 x 18,5 cm) Material: hartie obișnuită | (20 x 13) Novum // Domini Nostri Jesu Christi // Testamentum // Syriacum // Cum // versione latina // Cura et Studio // Johannis Leusden // et // Caroli Schaaf // Editum // Ad omnes Editiones diligenter recensitum; et Variis // Lectionibus, magno labore collectis, adornatum // Secunda Editio, a mendis purgata // Lugduni Batavorum // Typis: Joh: Mulleri, Joh: Fil: // Vid: & Fil: Corn: Boutesteyn, // Samuelem Luchtmans // 1717. | Muzeul Național Brukenthal, Sibiu | Cimec    |
|      | Gedanken ueber die Schoenheit und ueber den Geschmak in der Malerey Autor: Mengs, Anton Rafael; J. Caspar Fuessli, editor | Datare: 1765 Școală: herausgeben von J. Caspar Fuessli, Zurich, bey Heidegger und Compagnie, 1765 Dimensiuni: (17 x 10 cm) Material: hârtie cu filigran | Gedanken // ueber die Schoenheit // und // ueber den Geschmak // in der Malerey. // Herrn // Johann Winkelmann // gewidmed // von dem Verfasser // herausgegeben // von // J. Caspar Fuessli. // Zuerich, // bey Heidegger und Compagnie, 1765. | Muzeul Național Brukenthal, Sibiu | Cimec    |
|      | Les Metamorphoses d'Ovide en Latin et en Fraçois, de la traduction de M. l'Abbé Banier de l'Academie Royale des Inscriptions et Belles-Lettres. Tome Premier Autor: Naso, Publius Ovidius; l'Abbe Banier - traducător | Datare: 1767 Școală: Chez Delormel, rue du Foin Dimensiuni: (26 x 20 cm) Material: hârtie cu filigran | Les//metamorphoses//d'Ovide,//en latin et en francois,//De la traduction de M.l' Abbe Banier, de l'Academie Royale des Inscriptions &Belles-Lettres//Avec des explications historiques.//Tome premier.//A Paris,//Chez Delormel, rue du Foin.//M.DCC.LXVII//Avec approbation et privilegeDU ROI.// | Muzeul Național Brukenthal, Sibiu | Cimec    |
|      | Schediasma historicom de valachorum historia annalium Transilvanensium multis in punctis magistra et ministra disserit Ioannes Filstich.Gymnasii Coronens. Transilva. Rector Autor: Filstich, Iohannes | Datare: 1743 Școală: apud Ioann. Adam. Melchior Dimensiuni: (20,5 x 18 cm) Material: hârtie cu filigran | Schediasma // historicum // de // valachorum // historia // annalium transilvanensium // multis in punctis magistra // et ministra // disserit //Iohannes Filtstich // gymnasii coronens. Transilva. Rector // Ienae // apud Ioann. Adam. Melchior // MDCCXXXXIII // | Muzeul Național Brukenthal, Sibiu | Cimec    |
|      | Geschichte der Deutschen in Siebenbuergen. Autor: Schloezer, A.L. | Datare: 1795-1797 Școală: in Wandenhoek - Ruprechtschem Werlage Dimensiuni: (19,5 x 13 cm) Material: hârtie cu filigran | Geschichte der Deutschen // in // Siebenbuergen.// Kritische Sammlungen // zu derselben. // Erstes, zweites, und drittes Stueck. | Muzeul Național Brukenthal, Sibiu | Cimec    |
|      | Pomologia das is Beschreibungen und Abbildungen der besten Sorten der Aepfel und Birnen welche in Holland / Deutschland / Frankreich / Engeland und anderwaerts in Achtung stehen und deswegen gebauet werden. Autor: Knoop, Johann Hermann; traducător: D. Georg Leonhart Huth; tipograf și gravor Johann Michael Seligmann  | Datare: 1760 Școală: verlegts Johann Michael Seligmann, Anno 1760 Dimensiuni: (38 x 25 cm) Material: hârtie cu filigran | Pomologia // das ist // Beschreibungen und Abbbildungen // der besten Sorten // der // Aepfel und Birnen, // welche // in Holland, Deutschland, Frankreich, England und // anderwaerts in Achtung stehen und deswegen // gebauet weden. // Beschrieben nach dem Leben abgebildet und mit ihren natuerlichen // Farben erleuchtet // von // Johann Hermann Knoop, // Hortulanus (in tempore) Mathematicus et scientia- // rum Amator. // Aus dem Hollaendischen in das Deutsche uebersetz // von // D. Georg Leonhart Huth. // Nuernberg, // verlegts Johann Michael Seligmann. // Anno 1760. | Muzeul Național Brukenthal, Sibiu | Cimec    |
|      | Histoire naturelle, generale et particuliere Autor: Buffon, George Louis comte de | Datare: 1749 Școală: Imprimeria regală Dimensiuni: 25cm X 19,5cm Material: hârtie cu filigran | Histoire//naturelle,//generale et particuliere,//avec la description//du cabinet du roi.//Tome premier.//A Paris,//de I'imprimerie Royale.//M.DCCXLIX.// | Muzeul Național Brukenthal, Sibiu | Cimec    |
|      | Numi antiqoui familiarum romanarum perpetuis interpretationibus illustrati Autor: Vaillant, Joannes; Gallet - editor, tipograf | Datare: 1703 Școală: Apud G. Gallet, Praefectum Typographiae Dimensiuni: 33x20cm Material: hârtie cu filigran | Nummi//antiqoui//familiarum//romanarum//perpetuis//interpretationibus//ilustrati,//Per J. Vaillant Bellovacum, D. M. &//S. Ducis Cenom. Antiquarium.// Volumen Primum// Amsterdami,//Apud G. Gallet, Praefectum Typographiae//huguetanorum.//M. DCCIII.// | Muzeul Național Brukenthal, Sibiu | Cimec    |
|      | Minerologia magni principatus Transilvaniae seu metalla, semi-metalla, sulphura, salia, lapides & aquae conscripta Autor: Joanne Fridvaldszki Societatis Jesu Sacerdote | Datare: 1767 Școală: Typis Academicis Societatis Jesu Dimensiuni: (21 x 17 cm) Material: hârtie cu filigran | Minero-logia // magni // Principatus // Transilvaniae // seu // metalla, semi-metalla, sulphura, salia, lapides & aqueae conscripta // a // Joanne Fridvaldszky // Societatis Jesu Sacerdote // anno sal. M.DCC.LXVII // Claudiopoli // Typis Academicis Societatis Jesu // | Muzeul Național Brukenthal, Sibiu | Cimec    |
|      | Lettres Choisies de M. Simon Autor: Richard Simon; Bruzen La Martiniere, comentator; Pierre Mortier - editor - tipograf, librar | Datare: 1730 Școală: Chez PIERRE MORTIERE Dimensiuni: (16,5 x 10 cm) Material: hârtie cu filigran | Lettres // choisies // de // M. Simon. // Ou l'on trouve un grand nombre de // faits Anecdotes de Literature. // Nouvelle edition // revue, corrigeé & augmenteé d'un volume; // & de la Vie de l' Auteur.// Par M. Bruzen la Martiniere // Tome troisieme // A Amsterdam, // chez Pierre Mortiere.// M. DCCXXX. // | Muzeul Național Brukenthal, Sibiu | Cimec    |
|      | Lettres Choisies de M. Simon Autor: Richard Simon; comentator: Bruzen la Martiniere; editor: Pierre Mortier | Datare: 1730 Școală: Chez PIERRE MORTIERE Dimensiuni: (16,5 x 10 cm) Material: hârtie cu filigran | Lettres// choisies // de // M. Simon. // Ou l'on trouve un grand nombre de // faits Anecdotes de Literature. // NOUVELLE EDITION // revue, corrigeé & augmenteé d'un volume; // & de la Vie de l' Auteur.//Par M. Bruzen la Martiniere // Tome second // A Amsterdam, // chez Pierre Mortiere. // M. DCCXXX. // | Muzeul Național Brukenthal, Sibiu | Cimec    |
|      | Nuovo dizionario istorico Autor: Remondini di Venezia, editor comercial | Datare: MDCCXCVI (1796) Școală: A SPESE REMONDINI DI VENEZIA. Con Licenza de Superiori, e Privilegio. Dimensiuni: (12, 5 cm x 19 cm) Material: hârtie cu filigran | Nuovo // dizionario istorico // ovvero // storia in compendio // Di tutti gli Uomini che si sono resi illustri fegnando le // cpoche delle Nazioni, e lomto piu de nomi famosi per // talenti di ogni genere, virtu, fcelleratezze, errori, // fatti insigni, scritti pubblicati ec. // Dal principio del mondo fino ai nostri giorni// In cui si espone con imparzialita tutto cio che i piu giudiziosi // Scrittori hanno pensato intorno il carattere, i costumi, e le // opere degli uomini celebri nella Storia de tutti i Secoli; // Con tavole cronologiche // Per ridurre in Corpo di Storia dli articoli sparfi // in questo Dizionario // composto //Da una Societa di Letterati in Francia // Accresciuto in occasione di piu edizioni da altre Sociata Letterarie // in Alemagna, ne Paesi-Bassi, e in Italia. // Sulla settima edizione francese del 1789. // Tradotto in italiano, // Ed inoltre corectto, notabilmente arricchito di molti Articoli sommi- // -nistrati per la prima volta da Letterati Italieni, e tratti dalle piu // accurate Storie Biografiche, e Letterarie, Giornali ec. della nostra // Italia, con opportune spiegazioni sull antica Mitologia, e con al- // tre notizie su i piu importanti Concili della Chiesa. // Tomo I. // Bassano, MDCCXCVI. // A Speze Remondini di Venezia. // Con Licenza de Superiori, e Privilegio. //     | Muzeul Național Brukenthal, Sibiu | Cimec    |
|      | Nuovo dizionario istorico Autor: A Spese Remondini di Venezia, editor comercial | Datare: MDCCXCVI (1796) Școală: A SPESE REMONDINI DI VENEZIA. Con Licenza de Superiori, e Privilegio. Dimensiuni: (12, 5 cm x 19 cm) Material: hârtie cu filigran | Nuovo // dizionario istorico // ovvero // storia in compendio // Di tutti gli Uomini che si sono resi illustri fegnando le // cpoche delle Nazioni, e lomto piu de nomi famosi per // talenti di ogni genere, virtu, fcelleratezze, errori, // fatti insigni, scritti pubblicati ec. // Dal principio del mondo fino ai nostri giorni // In cui si espone con imparzialita tutto cio che i piu giudiziosi // Scrittori hanno pensato intorno il carattere, i costumi, e le // opere degli uomini celebri nella Storia de tutti i Secoli; // con tavole cronologiche// Per ridurre in Corpo di Storia dli articoli sparfi // in questo Dizionario // composto // da una Societa di Letterati in Francia // Accresciuto in occasione di piu edizioni da altre Sociata Letterarie // in Alemagna, ne Paesi-Bassi, e in Italia. // Sulla settima edizione francese del 1789.. // Tradotto in Italiano, // Ed inoltre corectto, notabilmente arricchito di molti Articoli sommi- // -nistrati per la prima volta da Letterati Italieni, e tratti dalle piu // accurate Storie Biografiche, e Letterarie, Giornali ec. della nostra // Italia, con opportune spiegazioni sull antica Mitologia, e con al- // tre notizie su i piu importanti Concili della Chiesa. // Tomo II. // Bassano, MDCCXCVI. //A Speze Remondini di Venezia // Con Licenza de Superiori, e Privilegio. //    | Muzeul Național Brukenthal, Sibiu | Cimec    |
|      | Nuovo dizionario istorico Autor: Remondini di Venezia, editor comercial | Datare: MDCCXCVI (1796) Școală: A SPESE REMONDINI DI VENEZIA. Con Licenza de Superiori, e Privilegio. Dimensiuni: (12,5 cm x 19 cm) Material: hârtie cu filigran | Nuovo // dizionario istorico // ovvero // storia in compendio // Di tutti gli Uomini che si sono resi illustri fegnando le // cpoche delle Nazioni, e lomto piu de nomi famosi per // talenti di ogni genere, virtu, fcelleratezze, errori, // fatti insigni, scritti pubblicati ec. // Dal principio del mondo fino ai nostri giorni // In cui si espone con imparzialita tutto cio che i piu giudiziosi // Scrittori hanno pensato intorno il carattere, i costumi, e le // opere degli uomini celebri nella Storia de tutti i Secoli; // con tavole cronologiche// Per ridurre in Corpo di Storia dli articoli sparfi // in questo Dizionario // composto // da una Societa di Letterati in Francia // Accresciuto in occasione di piu edizioni da altre Sociata Letterarie // in Alemagna, ne Paesi-Bassi, e in Italia. // Sulla settima edizione francese del 1789.. // Tradotto in Italiano, // Ed inoltre corectto, notabilmente arricchito di molti Articoli sommi- // -nistrati per la prima volta da Letterati Italieni, e tratti dalle piu // accurate Storie Biografiche, e Letterarie, Giornali ec. della nostra // Italia, con opportune spiegazioni sull antica Mitologia, e con al- // tre notizie su i piu importanti Concili della Chiesa. // Tomo V. // Bassano, MDCCXCVI. //A Speze Remondini di Venezia // Con Licenza de Superiori, e Privilegio. //     | Muzeul Național Brukenthal, Sibiu | Cimec    |
|      | Nuovo dizionario istorico Autor: A Spese Remondini di Venezia, editor comercial | Datare: MDCCXCVI (1796) Școală: A SPESE REMONDINI DI VENEZIA. Con Licenza de Superiori, e Privilegio. Dimensiuni: (12,5 cm x 19 cm) Material: hârtie cu filigran | Nuovo // dizionario istorico // ovvero // storia in compendio // Di tutti gli Uomini che si sono resi illustri fegnando le // cpoche delle Nazioni, e lomto piu de nomi famosi per // talenti di ogni genere, virtu, fcelleratezze, errori, // fatti insigni, scritti pubblicati ec. // Dal principio del mondo fino ai nostri giorni // In cui si espone con imparzialita tutto cio che i piu giudiziosi // Scrittori hanno pensato intorno il carattere, i costumi, e le // opere degli uomini celebri nella Storia de tutti i Secoli; // con tavole cronologiche// Per ridurre in Corpo di Storia dli articoli sparfi // in questo Dizionario // composto // da una Societa di Letterati in Francia // Accresciuto in occasione di piu edizioni da altre Sociata Letterarie // in Alemagna, ne Paesi-Bassi, e in Italia. // Sulla settima edizione francese del 1789.. // Tradotto in Italiano, // Ed inoltre corectto, notabilmente arricchito di molti Articoli sommi- // -nistrati per la prima volta da Letterati Italieni, e tratti dalle piu // accurate Storie Biografiche, e Letterarie, Giornali ec. della nostra // Italia, con opportune spiegazioni sull antica Mitologia, e con al- // tre notizie su i piu importanti Concili della Chiesa. // Tomo VI. // Bassano, MDCCXCVI. //A Speze Remondini di Venezia // Con Licenza de Superiori, e Privilegio. //    | Muzeul Național Brukenthal, Sibiu | Cimec    |
|      | Lettres Choisies de M. Simon Autor: Richard Simon; comentator: Bruzen la Martiniere; editor: Pierre Mortier | Datare: 1730 Școală: Chez PIERRE MORTIERE Dimensiuni: (16,5 x 10 cm) Material: hârtie cu filigran | Lettres// choisies // de // M. Simon. // Ou l'on trouve un grand nombre de // faits Anecdotes de Literature. // NOUVELLE EDITION // revue, corrigeé & augmenteé d'un volume; // & de la Vie de l' Auteur.//Par M. Bruzen la Martiniere // Tomepremier// A Amsterdam, // chez Pierre Mortiere. // M. DCCXXX. // | Muzeul Național Brukenthal, Sibiu | Cimec    |
|      | Nuovo dizionario istorico Autor: A Spese Remondini di Venezia, editor comercial | Datare: MDCCXCVI (1796) Școală: A SPESE REMONDINI DI VENEZIA. Con Licenza de Superiori, e Privilegio. Dimensiuni: (12,5 cm x 19 cm) Material: hârtie cu filigran | Nuovo // dizionario istorico // ovvero // storia in compendio // Di tutti gli Uomini che si sono resi illustri fegnando le // cpoche delle Nazioni, e lomto piu de nomi famosi per // talenti di ogni genere, virtu, fcelleratezze, errori, // fatti insigni, scritti pubblicati ec. // Dal principio del mondo fino ai nostri giorni // In cui si espone con imparzialita tutto cio che i piu giudiziosi // Scrittori hanno pensato intorno il carattere, i costumi, e le // opere degli uomini celebri nella Storia de tutti i Secoli; // con tavole cronologiche// Per ridurre in Corpo di Storia dli articoli sparfi // in questo Dizionario // composto // da una Societa di Letterati in Francia // Accresciuto in occasione di piu edizioni da altre Sociata Letterarie // in Alemagna, ne Paesi-Bassi, e in Italia. // Sulla settima edizione francese del 1789.. // Tradotto in Italiano, // Ed inoltre corectto, notabilmente arricchito di molti Articoli sommi- // -nistrati per la prima volta da Letterati Italieni, e tratti dalle piu // accurate Storie Biografiche, e Letterarie, Giornali ec. della nostra // Italia, con opportune spiegazioni sull antica Mitologia, e con al- // tre notizie su i piu importanti Concili della Chiesa. // Tomo III. // Bassano, MDCCXCVI. //A Speze Remondini di Venezia // Con Licenza de Superiori, e Privilegio. //   | Muzeul Național Brukenthal, Sibiu | Cimec    |
|      | Nuovo dizionario istorico Autor: A Spese Remondini di Venezia, editor comercial | Datare: MDCCXCVI (1796) Școală: A SPESE REMONDINI DI VENEZIA. Con Licenza de Superiori, e Privilegio. Dimensiuni: (12,5 cm x 19 cm) Material: hârtie cu filigran | Nuovo // dizionario istorico // ovvero // storia in compendio // Di tutti gli Uomini che si sono resi illustri fegnando le // cpoche delle Nazioni, e lomto piu de nomi famosi per // talenti di ogni genere, virtu, fcelleratezze, errori, // fatti insigni, scritti pubblicati ec. // Dal principio del mondo fino ai nostri giorni // In cui si espone con imparzialita tutto cio che i piu giudiziosi // Scrittori hanno pensato intorno il carattere, i costumi, e le // opere degli uomini celebri nella Storia de tutti i Secoli; // con tavole cronologiche// Per ridurre in Corpo di Storia dli articoli sparfi // in questo Dizionario // composto // da una Societa di Letterati in Francia // Accresciuto in occasione di piu edizioni da altre Sociata Letterarie // in Alemagna, ne Paesi-Bassi, e in Italia. // Sulla settima edizione francese del 1789.. // Tradotto in Italiano, // Ed inoltre corectto, notabilmente arricchito di molti Articoli sommi- // -nistrati per la prima volta da Letterati Italieni, e tratti dalle piu // accurate Storie Biografiche, e Letterarie, Giornali ec. della nostra // Italia, con opportune spiegazioni sull antica Mitologia, e con al- // tre notizie su i piu importanti Concili della Chiesa. // Tomo IV. // Bassano, MDCCXCVI. //A Speze Remondini di Venezia // Con Licenza de Superiori, e Privilegio. //    | Muzeul Național Brukenthal, Sibiu | Cimec    |
|      | Nuovo dizionario istorico Autor: A Spese Remondini di Venezia, editor comercial | Datare: MDCCXCVI (1796) Școală: A SPESE REMONDINI DI VENEZIA. Con Licenza de Superiori, e Privilegio. Dimensiuni: (12,5 cmx 19 cm) Material: hârtie cu filigran | Nuovo // dizionario istorico // ovvero // storia in compendio // Di tutti gli Uomini che si sono resi illustri fegnando le // cpoche delle Nazioni, e lomto piu de nomi famosi per // talenti di ogni genere, virtu, fcelleratezze, errori, // fatti insigni, scritti pubblicati ec. // Dal principio del mondo fino ai nostri giorni // In cui si espone con imparzialita tutto cio che i piu giudiziosi // Scrittori hanno pensato intorno il carattere, i costumi, e le // opere degli uomini celebri nella Storia de tutti i Secoli; // con tavole cronologiche// Per ridurre in Corpo di Storia dli articoli sparfi // in questo Dizionario // composto // da una Societa di Letterati in Francia // Accresciuto in occasione di piu edizioni da altre Sociata Letterarie // in Alemagna, ne Paesi-Bassi, e in Italia. // Sulla settima edizione francese del 1789.. // Tradotto in Italiano, // Ed inoltre corectto, notabilmente arricchito di molti Articoli sommi- // -nistrati per la prima volta da Letterati Italieni, e tratti dalle piu // accurate Storie Biografiche, e Letterarie, Giornali ec. della nostra // Italia, con opportune spiegazioni sull antica Mitologia, e con al- // tre notizie su i piu importanti Concili della Chiesa. // Tomo VII. // Bassano, MDCCXCVI. //A Speze Remondini di Venezia // Con Licenza de Superiori, e Privilegio. //   | Muzeul Național Brukenthal, Sibiu | Cimec    |
|      | Nuovo dizionario istorico Autor: A Spese Remondini di Venezia, editor comercial | Datare: MDCCXCVI (1796) Școală: A SRESE REMONDINI DI VENEZIA. Con Licenza de Superiori, e Privilegio. Dimensiuni: (12,5 cm x 19 cm) Material: hârtie cu filigran | Nuovo // dizionario istorico // ovvero // storia in compendio // Di tutti gli Uomini che si sono resi illustri fegnando le // cpoche delle Nazioni, e lomto piu de nomi famosi per // talenti di ogni genere, virtu, fcelleratezze, errori, // fatti insigni, scritti pubblicati ec. // Dal principio del mondo fino ai nostri giorni // In cui si espone con imparzialita tutto cio che i piu giudiziosi // Scrittori hanno pensato intorno il carattere, i costumi, e le // opere degli uomini celebri nella Storia de tutti i Secoli; // con tavole cronologiche// Per ridurre in Corpo di Storia dli articoli sparfi // in questo Dizionario // composto // da una Societa di Letterati in Francia // Accresciuto in occasione di piu edizioni da altre Sociata Letterarie // in Alemagna, ne Paesi-Bassi, e in Italia. // Sulla settima edizione francese del 1789.. // Tradotto in Italiano, // Ed inoltre corectto, notabilmente arricchito di molti Articoli sommi- // -nistrati per la prima volta da Letterati Italieni, e tratti dalle piu // accurate Storie Biografiche, e Letterarie, Giornali ec. della nostra // Italia, con opportune spiegazioni sull antica Mitologia, e con al- // tre notizie su i piu importanti Concili della Chiesa. // Tomo IX. // Bassano, MDCCXCVI. //A Speze Remondini di Venezia // Con Licenza de Superiori, e Privilegio. //    | Muzeul Național Brukenthal, Sibiu | Cimec    |
|      | Nuovo dizionario istorico Autor: A Spese Remondini di Venezia, editor comercial | Datare: MDCCXCVI (1796) Școală: A SPESE REMONDINI DI VENEZIA. Con Licenza de Superiori, e Privilegio. Dimensiuni: (12,5 cm x 19 cm) Material: hârtie cu filigran | Nuovo // dizionario istorico // ovvero // storia in compendio // Di tutti gli Uomini che si sono resi illustri fegnando le // cpoche delle Nazioni, e lomto piu de nomi famosi per // talenti di ogni genere, virtu, fcelleratezze, errori, // fatti insigni, scritti pubblicati ec. // Dal principio del mondo fino ai nostri giorni // In cui si espone con imparzialita tutto cio che i piu giudiziosi // Scrittori hanno pensato intorno il carattere, i costumi, e le // opere degli uomini celebri nella Storia de tutti i Secoli; // con tavole cronologiche// Per ridurre in Corpo di Storia dli articoli sparfi // in questo Dizionario // composto // da una Societa di Letterati in Francia // Accresciuto in occasione di piu edizioni da altre Sociata Letterarie // in Alemagna, ne Paesi-Bassi, e in Italia. // Sulla settima edizione francese del 1789.. // Tradotto in Italiano, // Ed inoltre corectto, notabilmente arricchito di molti Articoli sommi- // -nistrati per la prima volta da Letterati Italieni, e tratti dalle piu // accurate Storie Biografiche, e Letterarie, Giornali ec. della nostra // Italia, con opportune spiegazioni sull antica Mitologia, e con al- // tre notizie su i piu importanti Concili della Chiesa. // Tomo X. // Bassano, MDCCXCVI. //A Speze Remondini di Venezia // Con Licenza de Superiori, e Privilegio. //     | Muzeul Național Brukenthal, Sibiu | Cimec    |
|      | Nuovo dizionario istorico Autor: A Spese Remondini di Venezia, editor comercial | Datare: MDCCXCVI (1796) Școală: A SPESE REMONDINI DI VENEZIA. Con Licenza de Superiori, e Privilegio. Dimensiuni: (12,5 cm x 19 cm) Material: hârtie cu filigran | Nuovo // dizionario istorico // ovvero // storia in compendio // Di tutti gli Uomini che si sono resi illustri fegnando le // cpoche delle Nazioni, e lomto piu de nomi famosi per // talenti di ogni genere, virtu, fcelleratezze, errori, // fatti insigni, scritti pubblicati ec. // Dal principio del mondo fino ai nostri giorni // In cui si espone con imparzialita tutto cio che i piu giudiziosi // Scrittori hanno pensato intorno il carattere, i costumi, e le // opere degli uomini celebri nella Storia de tutti i Secoli; // con tavole cronologiche// Per ridurre in Corpo di Storia dli articoli sparfi // in questo Dizionario // composto // da una Societa di Letterati in Francia // Accresciuto in occasione di piu edizioni da altre Sociata Letterarie // in Alemagna, ne Paesi-Bassi, e in Italia. // Sulla settima edizione francese del 1789.. // Tradotto in Italiano, // Ed inoltre corectto, notabilmente arricchito di molti Articoli sommi- // -nistrati per la prima volta da Letterati Italieni, e tratti dalle piu // accurate Storie Biografiche, e Letterarie, Giornali ec. della nostra // Italia, con opportune spiegazioni sull antica Mitologia, e con al- // tre notizie su i piu importanti Concili della Chiesa. // Tomo XI. // Bassano, MDCCXCVI. //A Speze Remondini di Venezia // Con Licenza de Superiori, e Privilegio. //    | Muzeul Național Brukenthal, Sibiu | Cimec    |
|      | Nuovo dizionario istorico Autor: A Spese Remondini di Venezia, editor comercial | Datare: MDCCXCVI (1796) Școală: A SPESE REMONDINI DI VENEZIA. Con Licenza de Superiori, e Privilegio. Dimensiuni: (12,5 cm x 19 cm) Material: hârtie cu filigran | Nuovo // dizionario istorico // ovvero // storia in compendio // Di tutti gli Uomini che si sono resi illustri fegnando le // cpoche delle Nazioni, e lomto piu de nomi famosi per // talenti di ogni genere, virtu, fcelleratezze, errori, // fatti insigni, scritti pubblicati ec. // Dal principio del mondo fino ai nostri giorni // In cui si espone con imparzialita tutto cio che i piu giudiziosi // Scrittori hanno pensato intorno il carattere, i costumi, e le // opere degli uomini celebri nella Storia de tutti i Secoli; // con tavole cronologiche// Per ridurre in Corpo di Storia dli articoli sparfi // in questo Dizionario // composto // da una Societa di Letterati in Francia // Accresciuto in occasione di piu edizioni da altre Sociata Letterarie // in Alemagna, ne Paesi-Bassi, e in Italia. // Sulla settima edizione francese del 1789.. // Tradotto in Italiano, // Ed inoltre corectto, notabilmente arricchito di molti Articoli sommi- // -nistrati per la prima volta da Letterati Italieni, e tratti dalle piu // accurate Storie Biografiche, e Letterarie, Giornali ec. della nostra // Italia, con opportune spiegazioni sull antica Mitologia, e con al- // tre notizie su i piu importanti Concili della Chiesa. // Tomo XII. // Bassano, MDCCXCVI. //A Speze Remondini di Venezia // Con Licenza de Superiori, e Privilegio. //   | Muzeul Național Brukenthal, Sibiu | Cimec    |
|      | Nuovo dizionario istorico Autor: A Spese Remondini di Venezia, editor comercial | Datare: MDCCXCVI (1796) Școală: A SPESE REMONDINI DI VENEZIA. Con Licenza de Superiori, e Privilegio. Dimensiuni: (12,5 cm x 19 cm) Material: hârtie cu filigran | Nuovo // dizionario istorico // ovvero // storia in compendio // Di tutti gli Uomini che si sono resi illustri fegnando le // cpoche delle Nazioni, e lomto piu de nomi famosi per // talenti di ogni genere, virtu, fcelleratezze, errori, // fatti insigni, scritti pubblicati ec. // Dal principio del mondo fino ai nostri giorni // In cui si espone con imparzialita tutto cio che i piu giudiziosi // Scrittori hanno pensato intorno il carattere, i costumi, e le // opere degli uomini celebri nella Storia de tutti i Secoli; // con tavole cronologiche// Per ridurre in Corpo di Storia dli articoli sparfi // in questo Dizionario // composto // da una Societa di Letterati in Francia // Accresciuto in occasione di piu edizioni da altre Sociata Letterarie // in Alemagna, ne Paesi-Bassi, e in Italia. // Sulla settima edizione francese del 1789.. // Tradotto in Italiano, // Ed inoltre corectto, notabilmente arricchito di molti Articoli sommi- // -nistrati per la prima volta da Letterati Italieni, e tratti dalle piu // accurate Storie Biografiche, e Letterarie, Giornali ec. della nostra // Italia, con opportune spiegazioni sull antica Mitologia, e con al- // tre notizie su i piu importanti Concili della Chiesa. // Tomo XIII. // Bassano, MDCCXCVI. //A Speze Remondini di Venezia // Con Licenza de Superiori, e Privilegio. //  | Muzeul Național Brukenthal, Sibiu | Cimec    |
|      | Nuovo dizionario istorico Autor: A Spese Remondini di Venezia, editor comercial | Datare: MDCCXCVI (1796) Școală: A SPESE REMONDINI DI VENEZIA. Con Licenza de Superiori, e Privilegio. Dimensiuni: (12,5 cm x 19 cm) Material: hârtie cu filigran | Nuovo // dizionario istorico // ovvero // storia in compendio // Di tutti gli Uomini che si sono resi illustri fegnando le // cpoche delle Nazioni, e lomto piu de nomi famosi per // talenti di ogni genere, virtu, fcelleratezze, errori, // fatti insigni, scritti pubblicati ec. // Dal principio del mondo fino ai nostri giorni // In cui si espone con imparzialita tutto cio che i piu giudiziosi // Scrittori hanno pensato intorno il carattere, i costumi, e le // opere degli uomini celebri nella Storia de tutti i Secoli; // con tavole cronologiche// Per ridurre in Corpo di Storia dli articoli sparfi // in questo Dizionario // composto // da una Societa di Letterati in Francia // Accresciuto in occasione di piu edizioni da altre Sociata Letterarie // in Alemagna, ne Paesi-Bassi, e in Italia. // Sulla settima edizione francese del 1789.. // Tradotto in Italiano, // Ed inoltre corectto, notabilmente arricchito di molti Articoli sommi- // -nistrati per la prima volta da Letterati Italieni, e tratti dalle piu // accurate Storie Biografiche, e Letterarie, Giornali ec. della nostra // Italia, con opportune spiegazioni sull antica Mitologia, e con al- // tre notizie su i piu importanti Concili della Chiesa. // Tomo XIV. // Bassano, MDCCXCVI. //A Speze Remondini di Venezia // Con Licenza de Superiori, e Privilegio. //   | Muzeul Național Brukenthal, Sibiu | Cimec    |
|      | Nuovo dizionario istorico Autor: Remondini di Venezia, editor comercial | Datare: MDCCXCVI (1796) Școală: A SPESE REMONDINI DI VENEZIA. Con Licenza de Superiori, e Privilegio. Dimensiuni: (12,5 cm x 19 cm) Material: hârtie cu filigran | Nuovo // dizionario istorico // ovvero // storia in compendio // Di tutti gli Uomini che si sono resi illustri fegnando le // cpoche delle Nazioni, e lomto piu de nomi famosi per // talenti di ogni genere, virtu, fcelleratezze, errori, // fatti insigni, scritti pubblicati ec. // Dal principio del mondo fino ai nostri giorni // In cui si espone con imparzialita tutto cio che i piu giudiziosi // Scrittori hanno pensato intorno il carattere, i costumi, e le // opere degli uomini celebri nella Storia de tutti i Secoli; // con tavole cronologiche// Per ridurre in Corpo di Storia dli articoli sparfi // in questo Dizionario // composto // da una Societa di Letterati in Francia // Accresciuto in occasione di piu edizioni da altre Sociata Letterarie // in Alemagna, ne Paesi-Bassi, e in Italia. // Sulla settima edizione francese del 1789.. // Tradotto in Italiano, // Ed inoltre corectto, notabilmente arricchito di molti Articoli sommi- // -nistrati per la prima volta da Letterati Italieni, e tratti dalle piu // accurate Storie Biografiche, e Letterarie, Giornali ec. della nostra // Italia, con opportune spiegazioni sull antica Mitologia, e con al- // tre notizie su i piu importanti Concili della Chiesa. // Tomo VII. // Bassano, MDCCXCVI. //A Speze Remondini di Venezia // Con Licenza de Superiori, e Privilegio. //   | Muzeul Național Brukenthal, Sibiu | Cimec    |
|      | Nuovo dizionario istorico Autor: A Spese Remondini di Venezia, editor comercial | Datare: MDCCXCVI (1796) Școală: A SPESE REMONDINI DI VENEZIA. Con Licenza de Superiori, e Privilegio. Dimensiuni: (12, 5 cm x 19 cm) Material: hârtie cu filigran | Nuovo // dizionario istorico // ovvero // storia in compendio // Di tutti gli Uomini che si sono resi illustri fegnando le // cpoche delle Nazioni, e lomto piu de nomi famosi per // talenti di ogni genere, virtu, fcelleratezze, errori, // fatti insigni, scritti pubblicati ec. // Dal principio del mondo fino ai nostri giorni // In cui si espone con imparzialita tutto cio che i piu giudiziosi // Scrittori hanno pensato intorno il carattere, i costumi, e le // opere degli uomini celebri nella Storia de tutti i Secoli; // con tavole cronologiche// Per ridurre in Corpo di Storia dli articoli sparfi // in questo Dizionario // composto // da una Societa di Letterati in Francia // Accresciuto in occasione di piu edizioni da altre Sociata Letterarie // in Alemagna, ne Paesi-Bassi, e in Italia. // Sulla settima edizione francese del 1789.. // Tradotto in Italiano, // Ed inoltre corectto, notabilmente arricchito di molti Articoli sommi- // -nistrati per la prima volta da Letterati Italieni, e tratti dalle piu // accurate Storie Biografiche, e Letterarie, Giornali ec. della nostra // Italia, con opportune spiegazioni sull antica Mitologia, e con al- // tre notizie su i piu importanti Concili della Chiesa. // Tomo XIX. // Bassano, MDCCXCVI. //A Speze Remondini di Venezia // Con Licenza de Superiori, e Privilegio. //   | Muzeul Național Brukenthal, Sibiu | Cimec    |
|      | Nuovo dizionario istorico Autor: A Spese Remondini di Venezia, editor comercial | Datare: MDCCXCVI (1796) Școală: A SPESE REMONDINI DI VENEZIA. Con Licenza de Superiori, e Privilegio. Dimensiuni: (12, 5 cm x 19 cm) Material: hârtie cu filigran | Nuovo // dizionario istorico // ovvero // storia in compendio // Di tutti gli Uomini che si sono resi illustri fegnando le // cpoche delle Nazioni, e lomto piu de nomi famosi per // talenti di ogni genere, virtu, fcelleratezze, errori, // fatti insigni, scritti pubblicati ec. // Dal principio del mondo fino ai nostri giorni // In cui si espone con imparzialita tutto cio che i piu giudiziosi // Scrittori hanno pensato intorno il carattere, i costumi, e le // opere degli uomini celebri nella Storia de tutti i Secoli; // con tavole cronologiche// Per ridurre in Corpo di Storia dli articoli sparfi // in questo Dizionario // composto // da una Societa di Letterati in Francia // Accresciuto in occasione di piu edizioni da altre Sociata Letterarie // in Alemagna, ne Paesi-Bassi, e in Italia. // Sulla settima edizione francese del 1789.. // Tradotto in Italiano, // Ed inoltre corectto, notabilmente arricchito di molti Articoli sommi- // -nistrati per la prima volta da Letterati Italieni, e tratti dalle piu // accurate Storie Biografiche, e Letterarie, Giornali ec. della nostra // Italia, con opportune spiegazioni sull antica Mitologia, e con al- // tre notizie su i piu importanti Concili della Chiesa. // Tomo XXI. // Bassano, MDCCXCVI. //A Speze Remondini di Venezia // Con Licenza de Superiori, e Privilegio. //   | Muzeul Național Brukenthal, Sibiu | Cimec    |
|      | Nuovo dizionario istorico Autor: Remondini di Venezia, editor comercial | Datare: MDCCXCVI (1796) Școală: A SPESE REMONDINI DI VENEZIA. Con Licenza de Superiori, e Privilegio. Dimensiuni: (12, 5 cm x 19 cm) Material: hârtie cu filigran | Nuovo // dizionario istorico // ovvero // storia in compendio // Di tutti gli Uomini che si sono resi illustri fegnando le // cpoche delle Nazioni, e lomto piu de nomi famosi per // talenti di ogni genere, virtu, fcelleratezze, errori, // fatti insigni, scritti pubblicati ec. // Dal principio del mondo fino ai nostri giorni // In cui si espone con imparzialita tutto cio che i piu giudiziosi // Scrittori hanno pensato intorno il carattere, i costumi, e le // opere degli uomini celebri nella Storia de tutti i Secoli; // con tavole cronologiche // Per ridurre in Corpo di Storia dli articoli sparfi // in questo Dizionario // Composto // da una Societa di Letterati in Francia// Accresciuto in occasione di piu edizioni da altre Sociata Letterarie // in Alemagna, ne Paesi-Bassi, e in Italia. // Sulla settima edizione francese del 1789. // tradotto in italiano, // Ed inoltre corectto, notabilmente arricchito di molti Articoli sommi- // -nistrati per la prima volta da Letterati Italieni, e tratti dalle piu // accurate Storie Biografiche, e Letterarie, Giornali ec. della nostra // Italia, con opportune spiegazioni sull antica Mitologia, e con al- // tre notizie su i piu importanti Concili della Chiesa. // Tomo XXII. // Bassano, MDCCXCVI. //A Speze Remondini di Venezia. // Con Licenza de Superiori, e Privilegio. //  | Muzeul Național Brukenthal, Sibiu | Cimec    |
|      | Nuovo dizionario istorico Autor: A Spese Remondini di Venezia, editor comercial | Datare: MDCCXCVI (1796) Școală: A SPESE REMONDINI DI VENEZIA. Con Licenza de Superiori, e Privilegio. Dimensiuni: (12, 5 cm x 19 cm) Material: hârtie cu filigran | Nuovo // dizionario istorico // ovvero // storia in compendio // Di tutti gli Uomini che si sono resi illustri fegnando le // cpoche delle Nazioni, e lomto piu de nomi famosi per // talenti di ogni genere, virtu, fcelleratezze, errori, // fatti insigni, scritti pubblicati ec. // Dal principio del mondo fino ai nostri giorni // In cui si espone con imparzialita tutto cio che i piu giudiziosi // Scrittori hanno pensato intorno il carattere, i costumi, e le // opere degli uomini celebri nella Storia de tutti i Secoli; // con tavole cronologiche// Per ridurre in Corpo di Storia dli articoli sparfi // in questo Dizionario // composto // da una Societa di Letterati in Francia // Accresciuto in occasione di piu edizioni da altre Sociata Letterarie // in Alemagna, ne Paesi-Bassi, e in Italia. // Sulla settima edizione francese del 1789.. // Tradotto in Italiano, // Ed inoltre corectto, notabilmente arricchito di molti Articoli sommi- // -nistrati per la prima volta da Letterati Italieni, e tratti dalle piu // accurate Storie Biografiche, e Letterarie, Giornali ec. della nostra // Italia, con opportune spiegazioni sull antica Mitologia, e con al- // tre notizie su i piu importanti Concili della Chiesa. // Tomo XV. // Bassano, MDCCXCVI. //A Speze Remondini di Venezia // Con Licenza de Superiori, e Privilegio. //    | Muzeul Național Brukenthal, Sibiu | Cimec    |
|      | Memoire de la vie de Jacques-Auguste de Thou Autor: Thou, Jacques-Auguste (Thuanus) 1553-1617; Chez François l'Honoré, librar | Datare: 1713 Școală: chez FRANÇOIS L'HONORÉ Dimensiuni: (16,5 cm x 10 cm) Material: hârtie cu filigran | Memoires // de la vie // de Jacques-Auguste // de Thou, // conseiller d'etat // et president a mortier // au Parlement de Paris. // Nouvelle Edition enrichie de Portraits d'une // Pyramide fort curieuse. // A Amsterdam, // Chez François l'Honoré // M. DCC. XIII. // | Muzeul Național Brukenthal, Sibiu | Cimec    |
|      | Nuovo dizionario istorico Autor: A Spese Remondini di Venezia, editor comercial | Datare: MDCCXCVI (1796) Școală: A SPESE REMONDINI DI VENEZIA. Con Licenza de Superiori, e Privilegio. Dimensiuni: (12, 5 cm x 19 cm) Material: hârtie cu filigran | Nuovo // dizionario istorico // ovvero // storia in compendio // Di tutti gli Uomini che si sono resi illustri fegnando le // cpoche delle Nazioni, e lomto piu de nomi famosi per // talenti di ogni genere, virtu, fcelleratezze, errori, // fatti insigni, scritti pubblicati ec. // Dal principio del mondo fino ai nostri giorni // In cui si espone con imparzialita tutto cio che i piu giudiziosi // Scrittori hanno pensato intorno il carattere, i costumi, e le // opere degli uomini celebri nella Storia de tutti i Secoli; // con tavole cronologiche// Per ridurre in Corpo di Storia dli articoli sparfi // in questo Dizionario // composto // da una Societa di Letterati in Francia // Accresciuto in occasione di piu edizioni da altre Sociata Letterarie // in Alemagna, ne Paesi-Bassi, e in Italia. // Sulla settima edizione francese del 1789.. // Tradotto in Italiano, // Ed inoltre corectto, notabilmente arricchito di molti Articoli sommi- // -nistrati per la prima volta da Letterati Italieni, e tratti dalle piu // accurate Storie Biografiche, e Letterarie, Giornali ec. della nostra // Italia, con opportune spiegazioni sull antica Mitologia, e con al- // tre notizie su i piu importanti Concili della Chiesa. // Tomo XX. // Bassano, MDCCXCVI. //A Speze Remondini di Venezia // Con Licenza de Superiori, e Privilegio. //    | Muzeul Național Brukenthal, Sibiu | Cimec    |
|      | Nuovo dizionario istorico Autor: Remondini di Venezia, editor comercial | Datare: MDCCXCVI (1796) Școală: A SPESE REMONDINI DI VENEZIA. Con Licenza de Superiori, e Privilegio. Dimensiuni: (12, 5 cm x 19 cm) Material: hârtie cu filigran | Nuovo // dizionario istorico // ovvero // storia in compendio // Di tutti gli Uomini che si sono resi illustri fegnando le // cpoche delle Nazioni, e lomto piu de nomi famosi per // talenti di ogni genere, virtu, fcelleratezze, errori, // fatti insigni, scritti pubblicati ec. // Dal principio del mondo fino ai nostri giorni // In cui si espone con imparzialita tutto cio che i piu giudiziosi // Scrittori hanno pensato intorno il carattere, i costumi, e le // opere degli uomini celebri nella Storia de tutti i Secoli; // con tavole cronologiche // Per ridurre in Corpo di Storia dli articoli sparfi // in questo Dizionario // composato // da una Societa di Letterati in Francia // Accresciuto in occasione di piu edizioni da altre Sociata Letterarie // in Alemagna, ne Paesi-Bassi, e in Italia. //Sulla settima edizione francese del 1789. // Tradotto in italiano, // Ed inoltre corectto, notabilmente arricchito di molti Articoli sommi- // -nistrati per la prima volta da Letterati Italieni, e tratti dalle piu // accurate Storie Biografiche, e Letterarie, Giornali ec. della nostra // Italia, con opportune spiegazioni sull antica Mitologia, e con al- // tre notizie su i piu importanti Concili della Chiesa. // Tomo XVI. // assano, MDCCXCVI. //A Speze Remondini di Venezia. // Con Licenza de Superiori, e Privilegio. //   | Muzeul Național Brukenthal, Sibiu | Cimec    |
|      | Nuovo dizionario istorico Autor: A Spese Remondini di Venezia, editor comercial | Datare: MDCCXCVI (1796) Școală: A SPESE REMONDINI DI VENEZIA. Con Licenza de Superiori, e Privilegio. Dimensiuni: (12, 5 cm x 19 cm) Material: hârtie cu filigran | Nuovo // dizionario istorico // ovvero // storia in compendio // Di tutti gli Uomini che si sono resi illustri fegnando le // cpoche delle Nazioni, e lomto piu de nomi famosi per // talenti di ogni genere, virtu, fcelleratezze, errori, // fatti insigni, scritti pubblicati ec. // Dal principio del mondo fino ai nostri giorni // In cui si espone con imparzialita tutto cio che i piu giudiziosi // Scrittori hanno pensato intorno il carattere, i costumi, e le // opere degli uomini celebri nella Storia de tutti i Secoli; // con tavole cronologiche// Per ridurre in Corpo di Storia dli articoli sparfi // in questo Dizionario // composto // da una Societa di Letterati in Francia // Accresciuto in occasione di piu edizioni da altre Sociata Letterarie // in Alemagna, ne Paesi-Bassi, e in Italia. // Sulla settima edizione francese del 1789.. // Tradotto in Italiano, // Ed inoltre corectto, notabilmente arricchito di molti Articoli sommi- // -nistrati per la prima volta da Letterati Italieni, e tratti dalle piu // accurate Storie Biografiche, e Letterarie, Giornali ec. della nostra // Italia, con opportune spiegazioni sull antica Mitologia, e con al- // tre notizie su i piu importanti Concili della Chiesa. // Tomo XVIII. // Bassano, MDCCXCVI. //A Speze Remondini di Venezia // Con Licenza de Superiori, e Privilegio. // | Muzeul Național Brukenthal, Sibiu | Cimec    |
|      | Nuovo dizionario istorico Autor: A Spese Remondini di Venezia, editor comercial | Datare: MDCCXCVI (1796) Școală: A SPESE REMONDINI DI VENEZIA. Con Licenza de Superiori, e Privilegio. Dimensiuni: (12,5 cm x 19 cm) Material: hârtie cu filigran | Nuovo // dizionario istorico // ovvero // storia in compendio // Di tutti gli Uomini che si sono resi illustri fegnando le // cpoche delle Nazioni, e lomto piu de nomi famosi per // talenti di ogni genere, virtu, fcelleratezze, errori, // fatti insigni, scritti pubblicati ec. // Dal principio del mondo fino ai nostri giorni // In cui si espone con imparzialita tutto cio che i piu giudiziosi // Scrittori hanno pensato intorno il carattere, i costumi, e le // opere degli uomini celebri nella Storia de tutti i Secoli; // con tavole cronologiche// Per ridurre in Corpo di Storia dli articoli sparfi // in questo Dizionario // composto // da una Societa di Letterati in Francia // Accresciuto in occasione di piu edizioni da altre Sociata Letterarie // in Alemagna, ne Paesi-Bassi, e in Italia. // Sulla settima edizione francese del 1789.. // Tradotto in Italiano, // Ed inoltre corectto, notabilmente arricchito di molti Articoli sommi- // -nistrati per la prima volta da Letterati Italieni, e tratti dalle piu // accurate Storie Biografiche, e Letterarie, Giornali ec. della nostra // Italia, con opportune spiegazioni sull antica Mitologia, e con al- // tre notizie su i piu importanti Concili della Chiesa. // Tomo VIII. // Bassano, MDCCXCVI. //A Speze Remondini di Venezia // Con Licenza de Superiori, e Privilegio. //  | Muzeul Național Brukenthal, Sibiu | Cimec    |
|      | Recueil Des Voiages De la Compagnie Des Indes Orientales Autor: Estienne Roger (ed. com., librar) | Datare: 1717 Școală: Aux dépend d'Estienne Roger, Marchand Libraire Dimensiuni: (16 x 9,5 cm) Material: hârtie cu filigran | Recueil // des voiages // Qui ont fervi à l'établiffement & aux progrès // De la // Compagnie // des Indes // Orientales, // Formée dans les //Provinces-Unies desPais-Bas // Tome senquieme // Seconde Edition reveue par l' Autheur // & considarablément augmentée // a Amsterdam // Aux dépens d' Estienne Roger, Mar- // chand Libraire, chez qui l'on trouve un as- // sortiment general de Musique. // M.DCCXVII. | Muzeul Național Brukenthal, Sibiu | Cimec    |
|      | Recueil Des Voiages De la Compagnie Des Indes Orientales Autor: Estienne Roger (ed. com., librar) | Datare: 1717 Școală: Aux dépend d'Estienne Roger, Marchand Libraire Dimensiuni: (16 x 9,5 cm) Material: hârtie cu filigran | Recueil // des Voiages // Qui ont fervi à l'établiffement & aux progrès // de la // Compagnie // des Indes // Orientales, // Formée dans les // Provinces-Unies des Pais-Bas // Tome second // Seconde Edition reveue par l' Autheur // & considarablément augmentée //a Amsterdam // Aux dépens d'Estienne Roger Mar- // chand Libraire, chez qui l'on trouve un as- // sortiment general de Musique. // M.DCCXVI. | Muzeul Național Brukenthal, Sibiu | Cimec    |
|      | Recueil Des Voiages De la Compagnie Des Indes Orientales Autor: Estienne Roger (ed. com., librar) | Datare: 1716 Școală: Aux dépend d'Estienne Roger, Marchand Libraire Dimensiuni: (16 cm x 9,5 cm) Material: hârtie cu filigran | Recueil // des voiages // Qui ont fervi à l'établiffement & aux progrès // De la // Compagnie // des Indes // Orientales, // Formée dans les //Provinces-Unies desPais-Bas //Tome premier// Seconde Edition reveue par l' Autheur // & considarablément augmentée // a Amsterdam // Aux dépens d' Estienne Roger, Mar- // chand Libraire, chez qui l'on trouve un as- // sortiment general de Musique. // M.DCCXVII. | Muzeul Național Brukenthal, Sibiu | Cimec    |
|      | Les Oeuvres de Monsieur de Crébillon Autor: Compagnie des Libraires associes | Datare: 1755 Școală: Par la Compagnie des Libraires associés. Dimensiuni: (16,5 x 10 cm) Material: hârtie cu filigran | Les // œuvre // de monsieur // de crebillon. // Nouvelle edition. // Tome premier. // A Paris, //Par la Compagnie des Libraires afociés. // M. DCC. LV. // Avec aprobation & Privilége du Roi. // | Muzeul Național Brukenthal, Sibiu | Cimec    |
|      | Recueil Des Voiages De la Compagnie Des Indes Orientales Autor: Estienne Roger (ed. com., librar) | Datare: 1717 Școală: Aux dépense d'Estienne Roger, Marchand Libraire Dimensiuni: (16 cm x 9,5 cm) Material: hârtie cu filigran, | Recueil // des Voiages // Qui ont fervi à l'établiffement & aux progrès // de la // Compagnie // des Indes // Orientales, // Formée dans le // Provinces-Unies des Pais-Bas //Tome quatrieme // Seconde Edition reveue par l'Autheurs // et considerablement augmentee.// A A AMSTERDAM; // Aux depense d'Etienne Roger; // Marchand Libraire , chez qui l'on trou-// ve un afostiment general de Musique. | Muzeul Național Brukenthal, Sibiu | Cimec    |
|      | Recueil Des Voiages De la Compagnie Des Indes Orientales Autor: Estienne Roger (ed. com., librar) | Datare: 1716 Școală: Aux dépens d' Etienne Roger Libraire Dimensiuni: (16 cm x 9,5 cm) Material: hărtie cu filigran | Recueil // des Voiages // Qui ont fervi à l'établiffement & aux progrès // de la // Compagnie // des Indes // Orientales, // Formée dans le //Provinces-Unies des Pais-Bas// Tome troisieme // Seconde Edition reveue par l' Autheur // & considarablément augmentée // A Amsterdam; // Aux dépens d' Estienne Rroger; // Marchand Libraire, chez qui l'on trou - // ve un asortiment general de Musique. // M.DCCXVII. | Muzeul Național Brukenthal, Sibiu | Cimec    |
|      | Les Oeuvres de Monsieur de Crébillon Autor: Compagnie des Libraires associes | Datare: 1755 Școală: Par la Compagnie des Libraires associés. Dimensiuni: (16,5 x 10 cm) Material: hârtie cu filigran | Les // œuvre // de monsieur // de crebillon. // Nouvelle edition. // Tome seconde. // a Paris, //Par la Compagnie des Libraires afociés. // M. DCC. LV. // Avec aprobation & Privilége du Roi. // | Muzeul Național Brukenthal, Sibiu | Cimec    |
|      | Siebenbürgen. Land Und Leute. Mit 32 In Den Text Gedruckten Abbildungen, 11 Tondruck-Ansichten, 5 Colorirten Karten Und Dem Portrait Des Verfassers In Stahlstich Autor: VON CHARLES BONER | Datare: 1868 Școală: VERLAGSBUCHHANDLUNG VON J. J. WEBER Dimensiuni: 23.5 x 17 cm Material: hârtie lucioasă opacă, produsă industrial | SIEBENBÜRGEN. LAND UND LEUTE. VON CHARLES BONER. DEUTSCHE, VOM VERFASSER AUTORISIRTE AUSGABE. MIT 32 IN DEN TEXT GEDRUCKTEN ABBILDUNGEN, 11 TONDRUCK-ANSICHTEN, 5 COLORIRTEN KARTEN UND DEM PORTRAIT DES VERFASSERS IN STAHLSTICH. LEIPZIG VERLAGSBUCHHANDLUNG VON J. J. WEBER 1868. | Muzeul Național Brukenthal, Sibiu | Cimec    |
|      | Satellit des Siebenbürger Wochenblattes. Kronstadt, No. 1, den 13. Jänner-No. 96, den 31. Dezember 1840 | Datare: 1840 Dimensiuni: 24.5 x 20.5 cm Material: hârtie manuală vărgată | | Muzeul Național Brukenthal, Sibiu | Cimec    |
|      | BREVIS CONFESSIO DE SACRA COENA DOMINI ECCLESIARVM SAXONICARVM & coniunctarum in Transyluania: Anno 1561. VNA CVM IVDICIO QVATVOR ACADEMIarum Germaniae super eadem controuersia. CVM GRATIA ET PRIVILEGIO Serenissimi principis nostri, M. D. LXIII.                                                                         | Datare: M. D. LXIII. Dimensiuni: 4to (19 x 16 cm) Material: hârtie manuală vărgată fără filigran | BREVIS CONFESSIO DE SACRA COENA DOMINI ECCLESIARVM SAXONICARVM & coniunctarum in Transyluania: Anno 1561. VNA CVM IVDICIO QVATVOR ACADEMIarum Germaniae super eadem controuersia. PSAL. CXIX. Seruus tuus sum ego: da mihi intellectum, ut sciam testimonia tua. CVM GRATIA ET PRIVILEGIO Serenissimi principis nostri, electi Regis Hungariae, &c. M. D. LXIII. | Muzeul Național Brukenthal, Sibiu | Cimec    |
|      | Siebenbürgischer Würg-Engel; AUSTRIACA AUSTERITAS, in qua ostenditur: Quibus modis & quo jure florentissimum quondam Liberrimumque HUNGARIAE REGNUM Autor: MATTHIAS MILES Mediens: Jurisprudentiae Cultor; Authore Anonymo singulari fide conscripta                                                                          | Datare: 1670 Școală: In Verlegung H. Andreae Fleischers, Gedruckt bey Stephano Jüngling Dimensiuni: 19.5 x 15.5 cm Material: hârtie manuală vărgată | J. N. J. Siebenbürgischer Würg-Engel/ Oder Chronicalischer Anhang des 15 SECULI nach Christi Geburth/ aller theils in Siebenbürgen/ theils Angern/ vnd sonst Siebenbürgen angräntzenden Ländern/ fürgelauffener Geschichten. Worausz nicht nur allein die grewligstbluttige Anschläge/Kriege/ vnd Zeittungen/ deszen villfältiger feinde/ sondern auch die gehäymbste Rath Schluße bey der Keyser/ Könige/ fürsten/ vnd Wayvoden zu erkündigen/ durch welche diß bedrängte Vatterland theils wohl regieret/ theils vollends in Abgrund des Verderbens gestürtzet worden: Auch welcher gestalt nebenst der Augspurgischer Confession die übrige im Lande angenommene Religionen drinnen er wachsen seyn. Nebenst der Eber-Regenten Sachsischer NATION, bevorauß der Haupt-Hermanstadt/ löbligen Magistrats/ ordentliger Erzehlung/ wie Selbige nehmlig ihre Ampts-Geschäfften versehen haben. Welches kurtz doch warhafft vnd ordentlig abgebildet/ vnd herauß gegeben MATTHIAS MILES Mediens: Jurisprudentiae Cultor. HERMAN.STADT/ In Verlegung H. Andreae Fleischers/ Gedruckt bey Stephano Jüngling/ 1670. | Muzeul Național Brukenthal, Sibiu | Cimec    |
|      | Neü übersehen-und gestifftete Nachbarschafts-Hochzeit-und Leichen-Ordnung / der Zeiten Nothdurfft nach gerichtet / und von Einem Löblich-Herrmann-Städtischen Magistrat, der Ehrlichen Burgerschafft zur Nachricht / Im Jahr 1696. den 14. Februar. CIBINI                                                                    | Datare: Im Jahr 1696 den 14. Februar. In Druck befördert. Școală: Typis Reichardianis. Dimensiuni: 18 x 14 cm Material: hârtie manuală vărgată fără filigran | Neü űbersehen-und gesriffrere Nachbarschaftrs-Hochzeit-und Leichen-Ordnung / der Zeiten Nothdurfft nach gerichtet / und von Einem Löblich-Herrmann-Städtischen Magistrat, der Ehrlichen Burgerschafft zur Nachricht / Im Jahr 1696. den 14. Februar. in Druck befördert. CIBINII: Typis Reichardianis. | Muzeul Național Brukenthal, Sibiu | Cimec    |
|      | Die Ewige Ruhe der Heiligen Autor: Baxter, Richard | Datare: 1733 Școală: Atelierul Tipografic a lui Theophil Georgl Dimensiuni: L: 22 cm; La: 17cm; C (color): 5,5 cm Material: Hârtie | | Muzeul Național Brukenthal, Sibiu | Cimec    |
|      | Biblia de la Wittenberg | Datare: 1575 Școală: Luftt, Hans Dimensiuni: L = 35 cm; l = 22 cm; Gr cotor = 9 cm Material: hârtie | | Muzeul Național Brukenthal, Sibiu | Cimec    |
|      | Biblia de la Tübingen | Datare: 1783 Școală: Sigmund, Joseph; Shramm, Joh. Heinr. Phil. Dimensiuni: L = 37,5 cm; l = 23 cm; Gr cotor = 8 cm Material: hârtie | | Muzeul Național Brukenthal, Sibiu | Cimec    |
|      | Molitvenic Autor: Râmniceanu, Ioan, tipograf | Datare: 1757 Dimensiuni: L: 19 cm, l: 15,7, G: 3,5 cm; 436+24p+2f; IN 4°, 25r [15,5 x 12,5 cm] Material: hârtie de manufactură | . | Muzeul Național Brukenthal, Sibiu | Cimec    |